# Love and Friendship (film)
Pour l'œuvre de Jane Austen, voir Amour et Amitié "Love and Friendship".
Pour plus de détails, voir Fiche technique et Distribution.
Love & Friendship est une comédie romantique irlando-franco-néerlandaise réalisée par Whit Stillman et sortie en 2016, avec, dans les rôles principaux, 
Kate Beckinsale, Chloë Sevigny, Xavier Samuel et Stephen Fry.
Malgré le titre choisi, celui d'un conte parodique que Jane Austen écrivit à quatorze ans, en 1790, le film est une adaptation du roman épistolaire Lady Susan, qu'elle écrivit vers 1794, mais qui n'a pas été publié avant 1871.

## Synopsis
Lady Susan Vernon, encore jeune et belle veuve aux mœurs assez scandaleuses, est une femme égoïste et manipulatrice, une mère tyrannique qui cherche à marier à un riche imbécile sa fille de seize ans, Frederica, qu'elle traite avec mépris et cruauté. Frederica, protégée par la lucide Catherine Vernon, belle-sœur de Lady Susan, tombe amoureuse de Reginald De Courcy, le frère de cette dernière. Mais Lady Susan a jeté son dévolu sur lui et compte bien l'épouser elle-même.

## Fiche technique
- Titre : Love & Friendship
- Titre français : Amour et amitié
- Réalisation : Whit Stillman
- Scénario : Whit Stillman d'après Lady Susan de Jane Austen
- Musique : Benjamin Esdraffo
- Montage : Sophie Corra
- Photographie : Richard van Oosterhout
- Décors : Anna Rackard
- Costumes : Eimer Ni Mhaoldomhnaigh
- Producteur : Lauranne Bourrachot, Katie Holly et Whit Stillman
  - Coproducteur : Rémi Burah, Olivier Père et Raymond van der Kaaij
  - Producteur délégué : Collin de Rham, Russell Pennoyer et Kieron J. Walsh
- Production : Westerly Films, Amazon Studios, Blinder Films, Chic Films et Revolver Films, en association avec la SOFICA Cinémage 10
- Distribution : Sophie Dulac Distribution
- Pays d'origine :  Irlande,  France et  Pays-Bas
- Durée : 92 minutes
- Genre : comédie romantique
- Dates de sortie :
  - États-Unis : 23 janvier 2016
  - Pays-Bas : 26 mai 2016
  - Canada, Irlande et Royaume-Uni : 27 mai 2016
  - France : 22 juin 2016

## Distribution
- Kate Beckinsale (VF : Laura Blanc ; VQ : Camille Cyr-Desmarais) : Lady Susan Vernon Martin
- Chloë Sevigny (VF : Gaëlle Savary ; VQ : Mélanie Laberge) : Alicia Johnson
- Xavier Samuel (VF : Sébastien Desjours ; VQ : Martin Watier) : Reginald DeCourcy
- Emma Greenwell (VF : Marie Tirmont ; VQ : Julie Beauchemin) : Catherine Vernon
- Justin Edwards (VF : Stéphane Bazin ; VQ : Frédéric Desager) : Charles Vernon
- Tom Bennett (VF : Antoine Schoumsky ; VQ : Thiéry Dubé) : Sir James Martin
- Morfydd Clark (VF : Karine Foviau ; VQ : Élisabeth Förster) : Frederica Vernon
- Jemma Redgrave (VF : Marie Madeleine Burguet-Le Doze ; VQ : Michèle Lituac) : Lady DeCourcy
- James Fleet (VQ : Alain Fournier) : Sir Reginald DeCourcy
- Jenn Murray (VQ : Kim Jalabert) : Lady Lucy Manwaring
- Stephen Fry : M. Johnson
- Conor MacNeill : le jeune vicaire

 Source et légende : version française (VF) sur RS Doublage

## Accueil

### Box-office
Le film rencontre un certain succès commercial, rapportant 20 440 856 $, dont 6 450 684 $ à l'international et 13 990 172 $ aux États-Unis, pour un budget de 3 millions $ et une rentabilité de 615 %. En France, Love and Friendship totalise 147 578 entrées.